# Безубяк, Тарас Михайлович
Тарас Михайлович Безубяк (род. 25 июля 1955, Чортков, Тернопольская область) — советский и российский футбольный судья, один из самых авторитетных арбитров России 90-х. Судья всесоюзной (30.12.1988) и международной категорий, арбитр ФИФА.
По окончании карьеры в поле — директор СДЮШОР Смена, инспектор РФПЛ и директор Малоохтинского профессионального колледжа
Автор книг «Футбольный эрудит» (1992), «О правилах игры в футбол» (1995, совместно с Анатолием Кадетовым) и «Противодействие коррупции» (2009, совместно с Натальей Василенко).
Женат. Трое детей. Старший сын Владислав (1979), футболист.